# Meandre Kamenistého potoka
Meandre Kamenistého potoka je chráněný areál v oblasti Poľana.
Nachází se v katastrálním území obce Sihla v okrese Brezno v Banskobystrickém kraji. Území bylo vyhlášeno či novelizováno v roce 1991 na rozloze 0,0000 ha. Ochranné pásmo nebylo stanoveno.